# Scirpus sylvaticus
Espèce
Classification APG III (2009)
Statut de conservation UICN

 LC  : Préoccupation mineure
Le Scirpe des bois (Scirpus sylvaticus) est une espèce de plante herbacée appartenant à la famille des Cyperaceae.

## Description
Vivace de 40 à 120 cm de hauteur.

## Habitats
Héliophile, elle pousse dans les roselières, les prairies humides, les aulnaies et en bordure des eaux.